# DDR-Sonderliga 1989/90 (Badminton)
Die DDR-Sonderliga im Badminton war in der Saison 1989/90 die höchste Mannschaftsspielklasse der in der DDR Federball genannten Sportart. Es war die 31. und letzte Austragung dieser Mannschaftsmeisterschaft.

## Endstand
| Platz | Mannschaft |
| ----- | --- |
| 1.    | Einheit Greifswald (Thomas Mundt, Edgar Michalowski, Erfried Michalowsky, André Wiechmann, Mike Joseph, Petra Michalowsky, Kerstin Bohn) |
| 2.    | HSG Lok HfV Dresden (Lutz Jenke, Joachim Völker, Dirk Otto, Monika Cassens, Steffen Körbitz, Birgit Mengs, Michael Huber, Andreas Benz)  |
| 3.    | HSG DHfK Leipzig (Holger Wippich, Thomas Bölke, Sven Weise, Axel Hundorf, Alexander Pigola, Manfred Blauhut, Heike Franke, Turid Goetz)  |
| 4.    | EBT Berlin (Kai Abraham, Dirk Hickl, Olaf Bahn, Nils Klöpfel, René Frank, Petra Tobien, Jacqueline Bolduan, Heike Heutzenröder)          |
| 5.    | KWO Berlin (Ronald Glaschke, Andreas Knauf, Reiner Schütz, Thilo Gottschlag, Silke Kunau, Michaela Junker)                               |
| 6.    | Aktivist Niederwürschnitz (Uwe Süß, Harald Frischmann, Wolfgang Pasler, Ronny Matthes, Sandy Tröger, Ute Brandt)                         |